# Šugman
Šugman je priimek več znanih Slovencev:
- Danijel Šugman (1905—1964), igralec
- Jernej Šugman (1968—2017), igralec, prvak SNG Drama, docent na AGRFT
- Katja Šugman Stubbs (*1966), pravnica, psihologinja, kriminologinja, univerzitetna profesorica, od 19.12.2018 ustavna sodnica
- Lea Šugman Bohinc (*1964), psihologinja, docentka na FSD, psihoterapevtka
- Maja Šugman (r. Druškovič) (*1936), igralka
- Rajko Šugman (*1935), športni pedagog in organizator, publicist, univerzitetni profesor
- Zlatko Šugman (1932—2008), gledališki in filmski igralec